# Кук ван Альст, Питер

Питер Кук ван Альст Старший (нидерл. Pieter Coecke van Aelst; 14 августа 1502 года, Алст — 6 декабря 1550 года, Брюссель) — фламандский художник эпохи Северного Возрождения, представитель нидерландского маньеризма. Романист. Архитектор, скульптор, рисовальщик и гравёр, иллюстратор, писатель и издатель, художник-декоратор, ювелир и орнаменталист. Выполнял рисунки для шпалер и витражей.
Творчество ван Альста Старшего иногда неправомерно смешивают с произведениями его сына и ученика Питера Кука ван Альста Второго, или Младшего, а также с отождествляют с Питером ван Альстом, более известным как Питер ван Эдинген (Pieter van Edingen), известным ткачом Брюссельской шпалерной мануфактуры.

## Жизнь и творчество
Питер Кук ван Альст родился в 1502 году в Алсте (восточная Фландрия), был сыном живописцев и происходил из знатной семьи, родоначальниками которой были политики и художники. Учился у своего отца, а затем, с 1517 по 1521 год у Бернарта ван Орлея, в середине 1520-х годов жил в Италии, где познакомился с искусством итальянского Возрождения. В 1525 году он вернулся в Нидерланды, в 1527 году вступил в гильдию Святого Луки Антверпена.
В 1526 году женился на Анне Мертенс ван Дорнике, дочери известного художника Яна Мертенса ван Дорнике. У них родилось двое детей, однако вскоре (около 1527 года) Анна умерла.

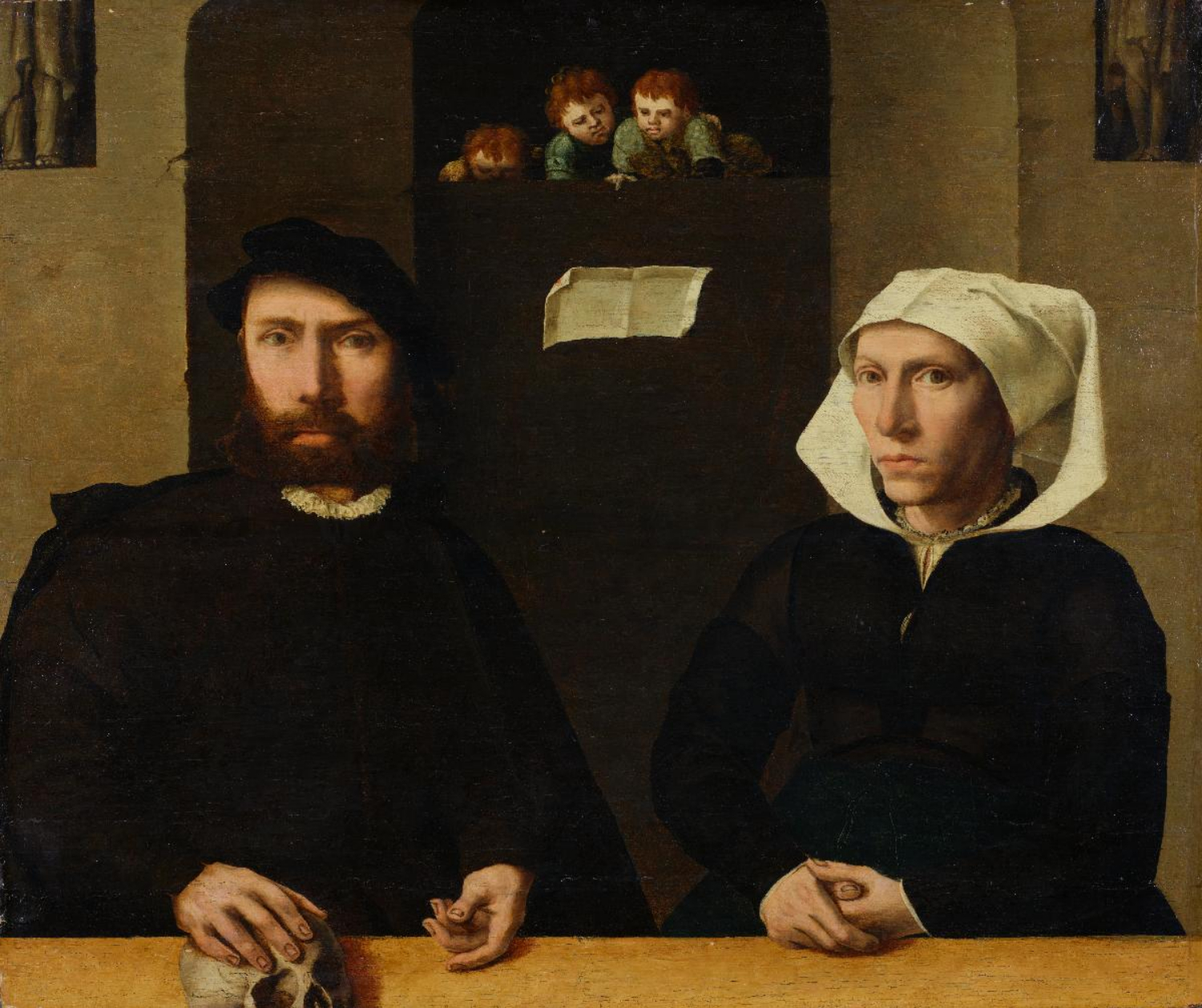
Неизвестный художник. Предполагаемый портрет Питера Кука ван Алста и Майкен Верхюлст. Ок. 1550

В 1533 году ван Альст совершил путешествие в Турцию и прожил год в Константинополе. За это время он сделал огромное количество рисунков, которые его вторая жена — художница-миниатюристка Майкен Верхюлст — уже после его смерти оформила в серию ксилографий «Жизнь и нравы турок». В браке с Майкен у ван Альста родилось трое детей; предполагается, что художник с семьёй изображён на работе неизвестного художника, созданной около 1550 года и находящейся в цюрихском Кунстхаусе. Дочь ван Альста Мария впоследствии стала женой Питера Брейгеля Старшего. Согласно Карелу ван Мандеру, Брейгель был подмастерьем у ван Альста, «с которым потом и породнился, женившись на его дочери, которую он в детстве, живя у Питера Кука, часто носил на руках».

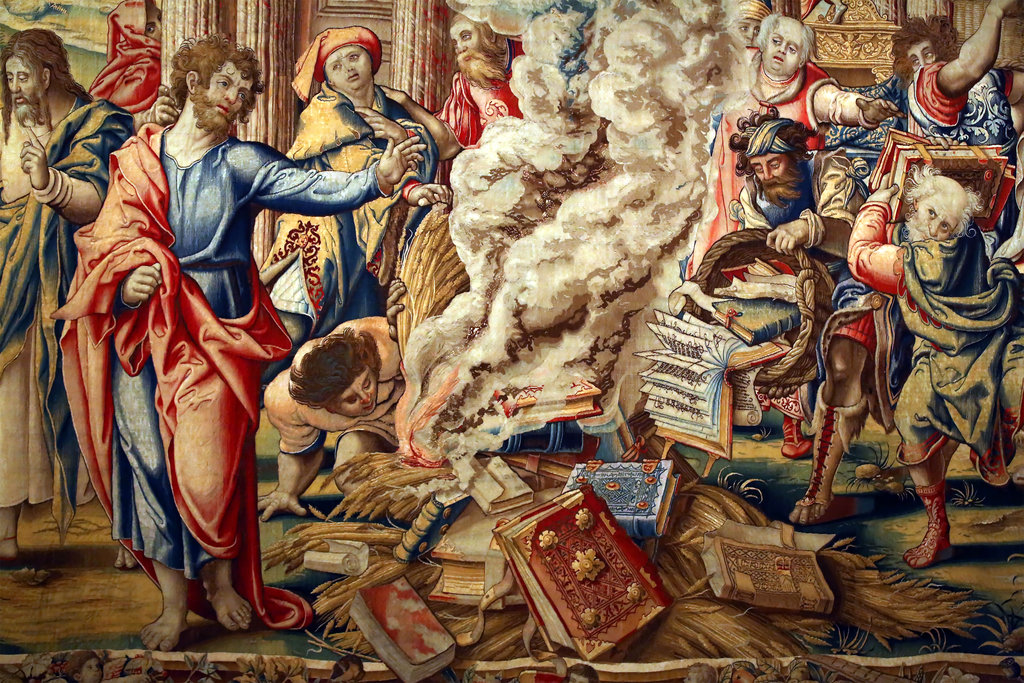
История святого Павла. Сожжение книг в Эфесе. Деталь шпалеры. 1530-е. Шерсть, шёлк. Музей изящных искусств, Бостон

Кук ван Альст изучил тонкости турецкого шерстяного ковроткачества, которые частично внедрил в производство на Брюссельской шпалерной мануфактуре, хотя так и не нашёл деловых партнёров для сбыта своих шпалер. Как живописца Кука ван Альста относят к романистам (поклонникам Рима и итальянского искусства) антверпенской школы. Под влиянием итальянского искусства Кук ван Альст первым в Нидерландах применил ренессансный орнамент — итальянские гротески с мотивами герм и маскаронов — в книжной гравюре, а затем в картонах для шпалер. В 1544 году Кук ван Альст открыл свою вторую мастерскую в Брюсселе; там он изготовил, среди прочего, большие картоны для шпалер, которые производились в брюссельских мастерских. Его роль в становлении шпалерного искусства в Нидерландах трудно переоценить.
В 1530—1550 годах Питер Кук и Бернарт ван Орлей являлись самыми влиятельными лицами в брюссельском ковроткачестве. В своей мастерской в Брюсселе мастер с учениками писал картины, изготавливал гравюры, рисунки для витражей и шпалер. По рисункам Кука ван Альста были созданы многие витражи, в том числе для церкви Святой Екатерины в Хогстратене и собора Богоматери в Антверпене.
Вместе с Бернартом ван Орлеем он, по поручению папы Льва Х, надзирал за изготовлением на Брюссельской мануфактуре знаменитой серии шпалер «Деяния Святых Апостолов» по картонам учеников Рафаэля. Среди других произведений — серия «аррасов» (итал. arazzi; так называли шпалеры из города Арраса, одного из ранних центров производства тканых ковров во Франции) на темы картин Иеронима Босха. Серия была создана в неизвестных мастерских Брюсселя в 1530—1540-е годы. Аррасы продали во Францию, причём пять из них указаны в описи имущества короля Франциска І от 1542 года. Серия пользовалась популярностью и после смерти художника. Она была повторена в 1566 году для кардинала де Гранвелы. Два года спустя серию соткали заново для герцога Альбы.
В 1550 году, за несколько месяцев до своей смерти, Кук ван Альст стал придворным художником императора Карла V. Значительное количество произведений художника было уничтожено в годы иконоборчества в Нидерландах в XVI веке, поэтому полное представление о количестве его произведений и его художественной эволюции получить затруднительно.
Питер Кук ван Альст был не только художником, но также издателем и теоретиком искусства, автором нескольких трактатов по искусству для картоньеров и декораторов. В его переводе с комментариями в Нидерландах вышло сочинение (не полностью) итальянского архитектора Себастьяно Серлио «Семь книг об архитектуре Себастьяно Серлио из Болоньи» (I Sette libri dell’architettura di Sebastiano Serlio bolognese), части, опубликованные в 1539 году на голландском и французском языках. Ганс Вредеман де Врис выступал в роли консультанта.
С 1545 по 1550 год учеником ван Альста был Питер Брейгель Старший, который в 1563 году женился на дочери Кука ван Альста Марии (Майкен). Его учениками помимо Брейгеля были Виллем Кей, Николас Нёфшатель и его сыновья Питер Второй (Младший), Мишель и Паувел.

## Галерея

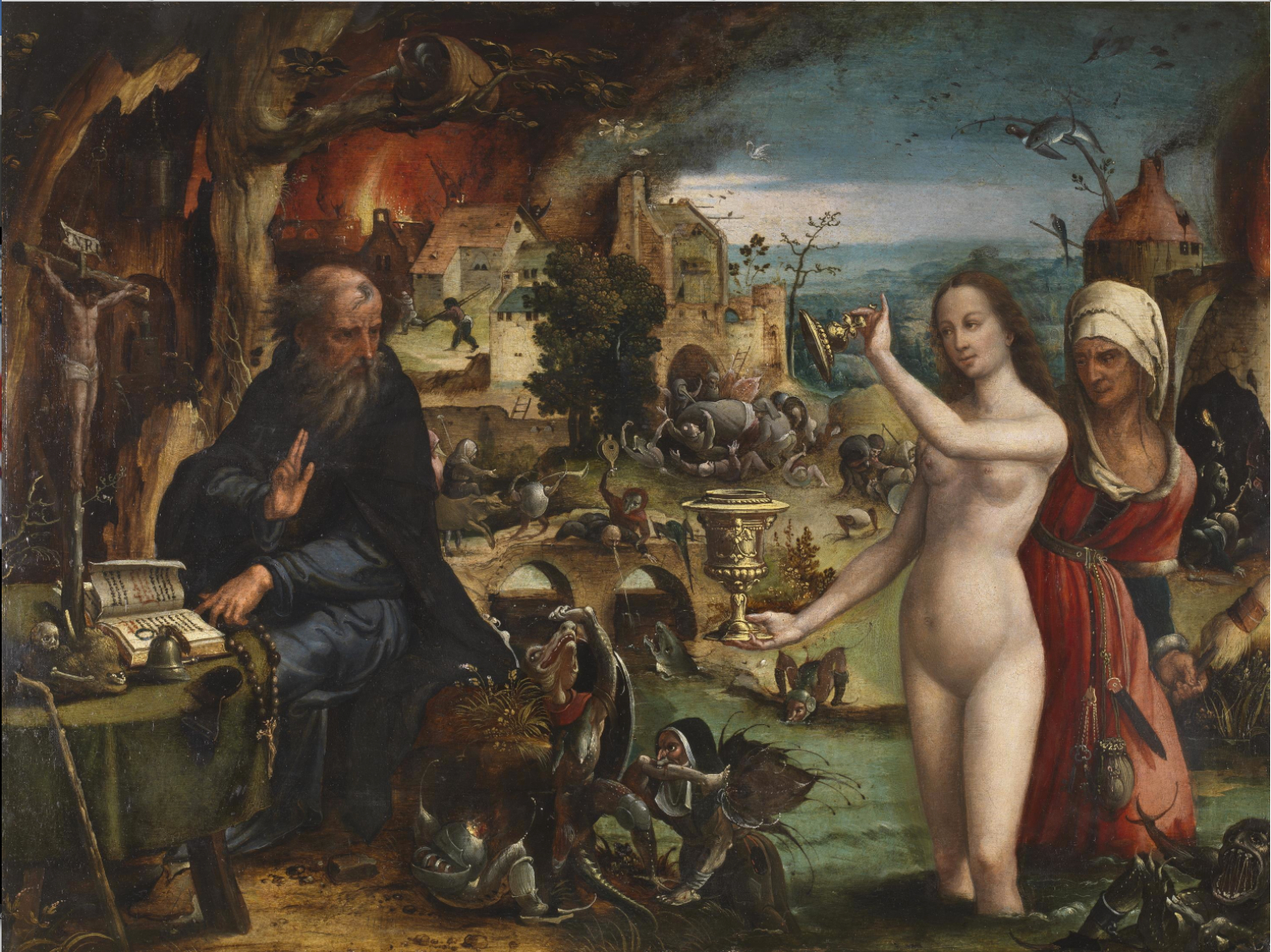
Искушение Святого Антония. Между 1543 и 1550. Дерево, масло. Прадо, Мадрид
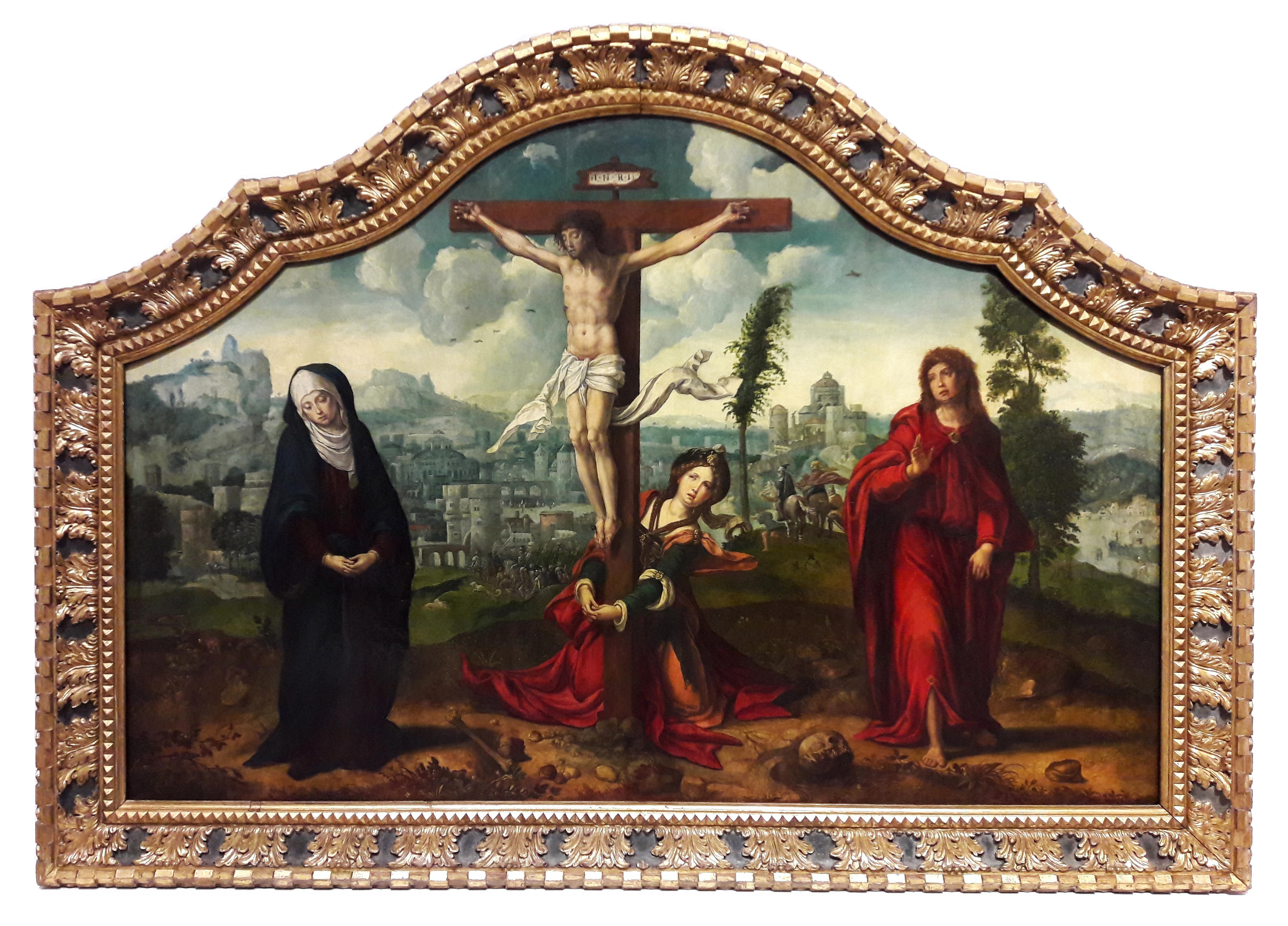
Распятие. Ок. 1530. Дерево, темпера. Национальный музей, Варшава
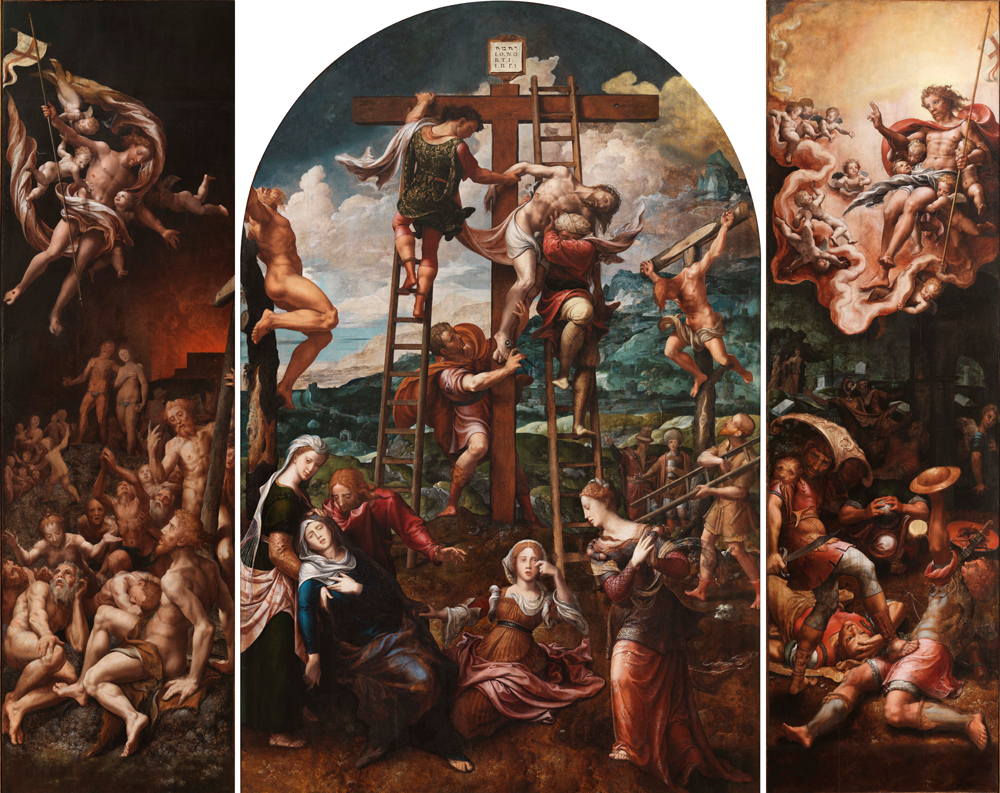
Снятие с креста. Триптих. 1540—1545. Национальный музей старинного искусства, Лиссабон
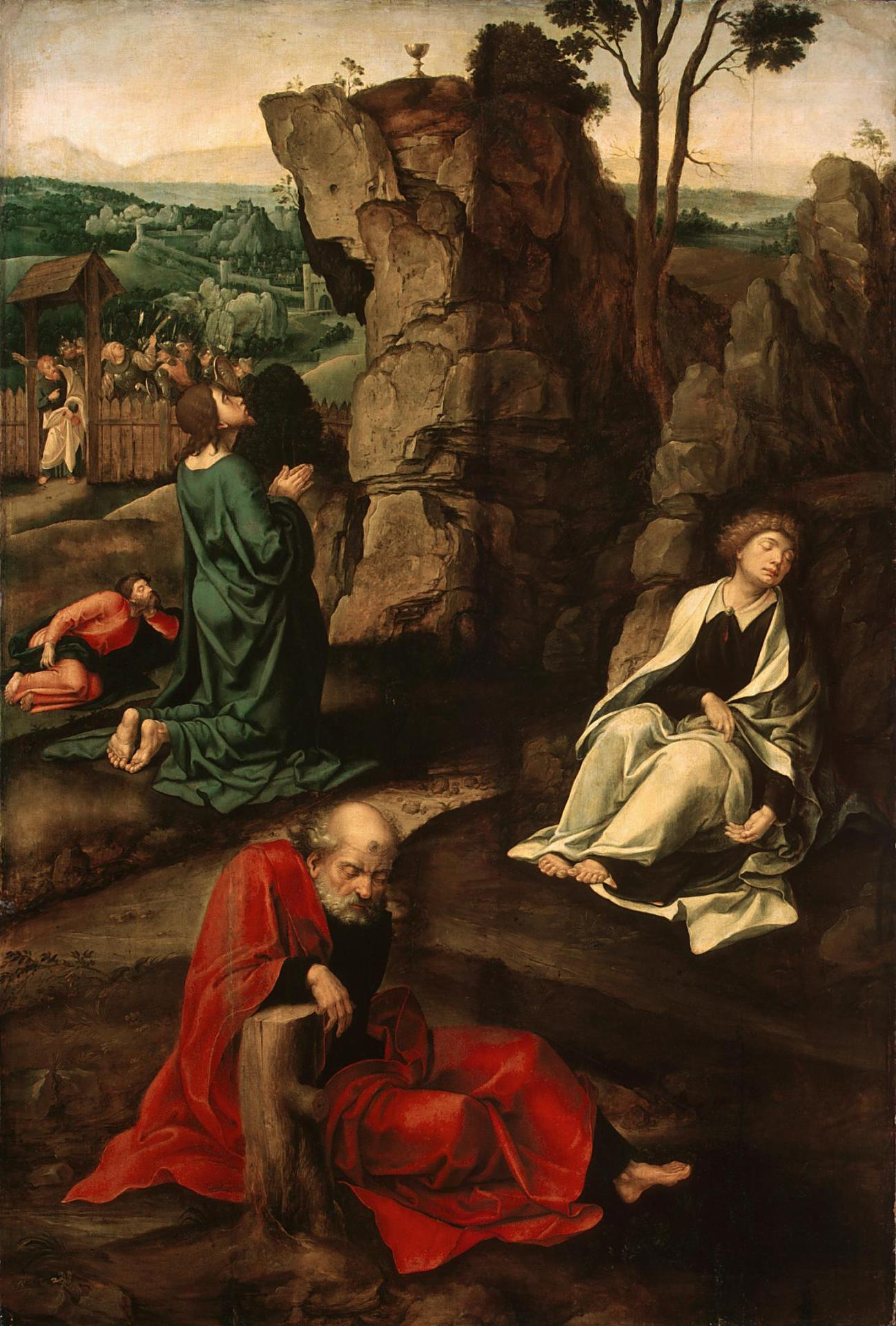
Моление о чаше. Между 1527 и 1530. Дерево, масло. Государственный Эрмитаж, Санкт-Петербург
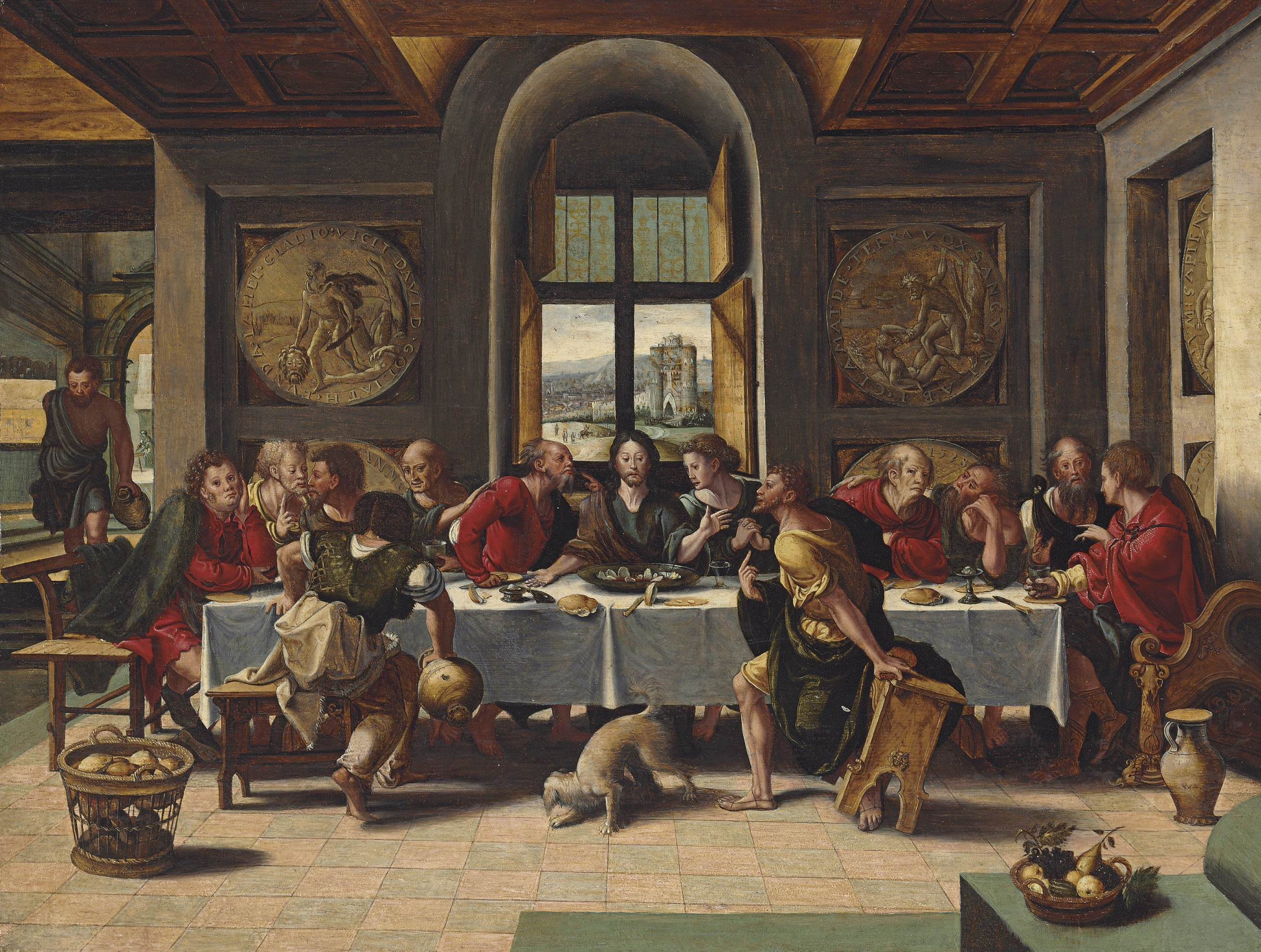
Тайная вечеря. 1528. Дерево, масло. Частное собрание
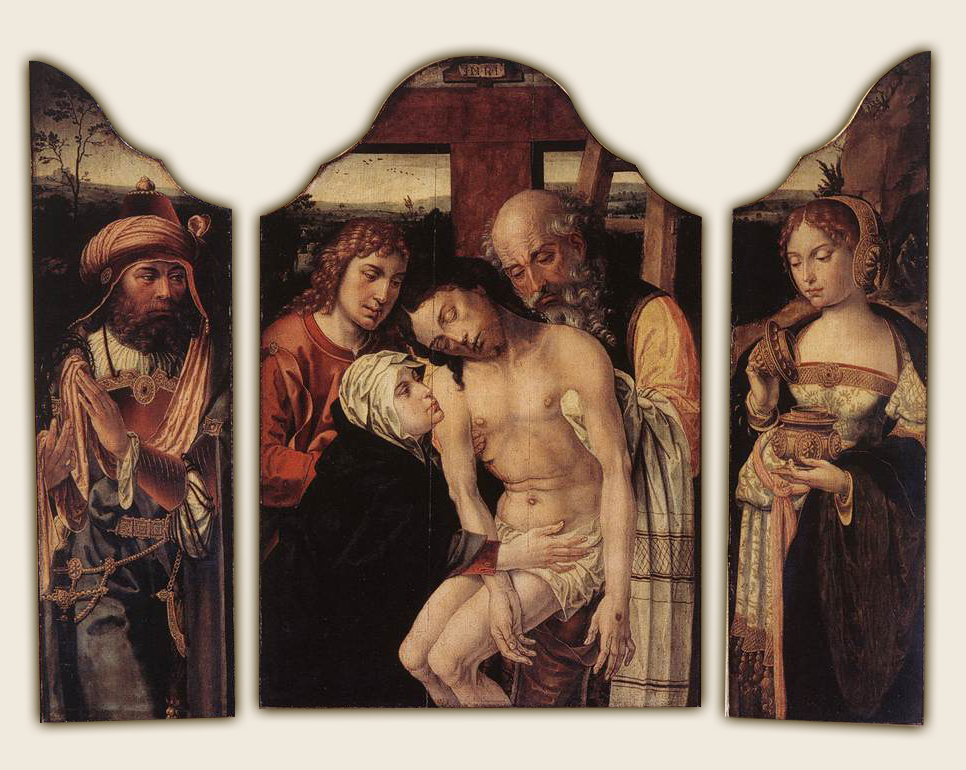
Снятие с креста. Триптих. Ок. 1535. Музей «Церковь на чердаке», Амстердам
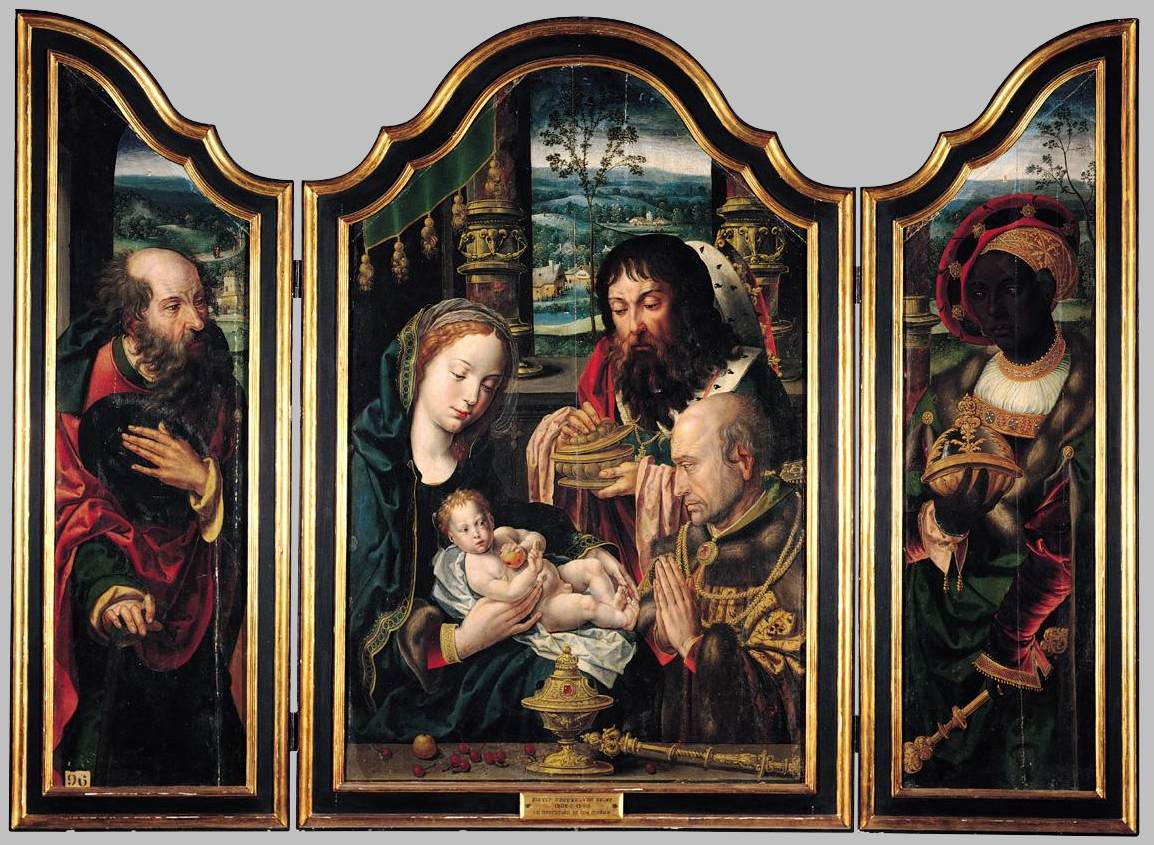
Поклонение волхвов. Триптих. 1530-е. Дерево, масло. Частное собрание
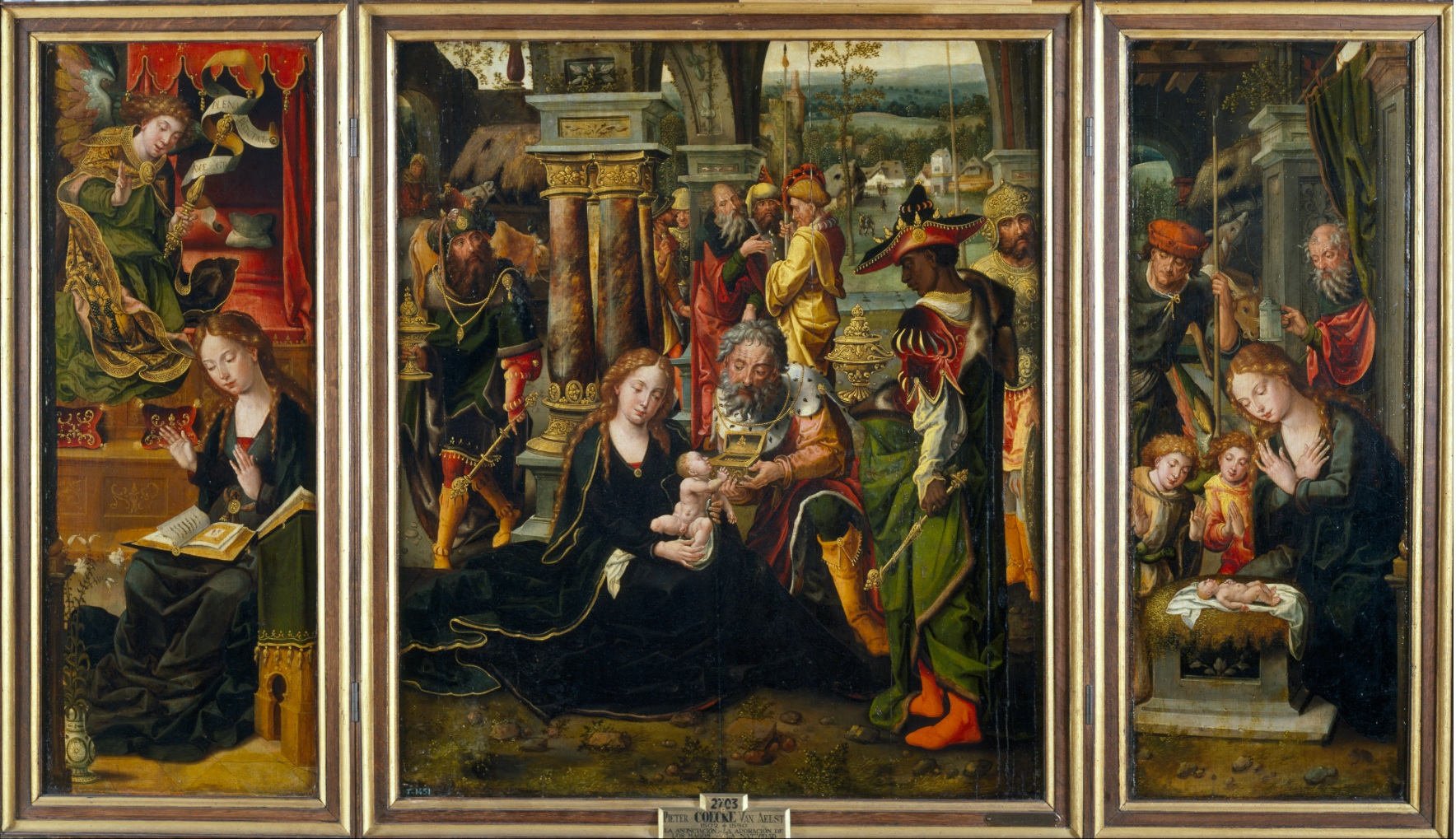
Благовещение. Поклонение волхвов. Поклонение пастухов и ангелов. Между 1525 и 1550. Дерево, масло. Прадо, Мадрид
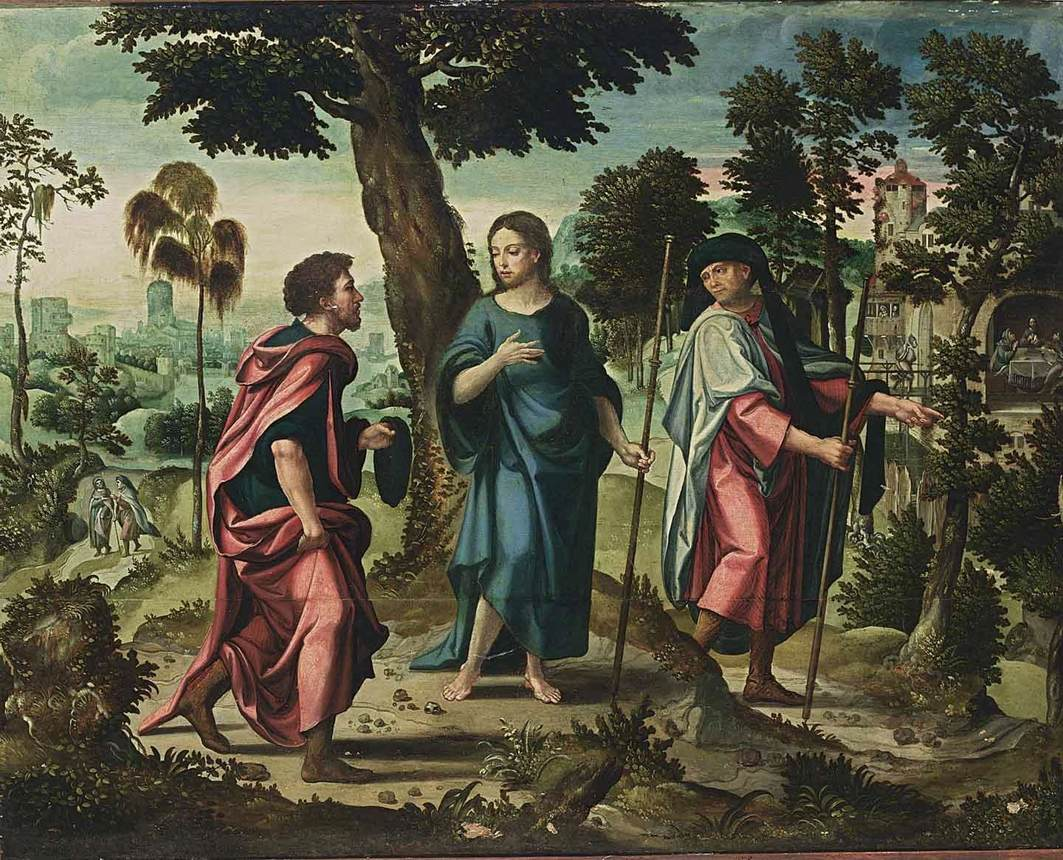
Христос с учениками на пути в Эммаус. 1540-е. Дерево, масло. Частное собрание
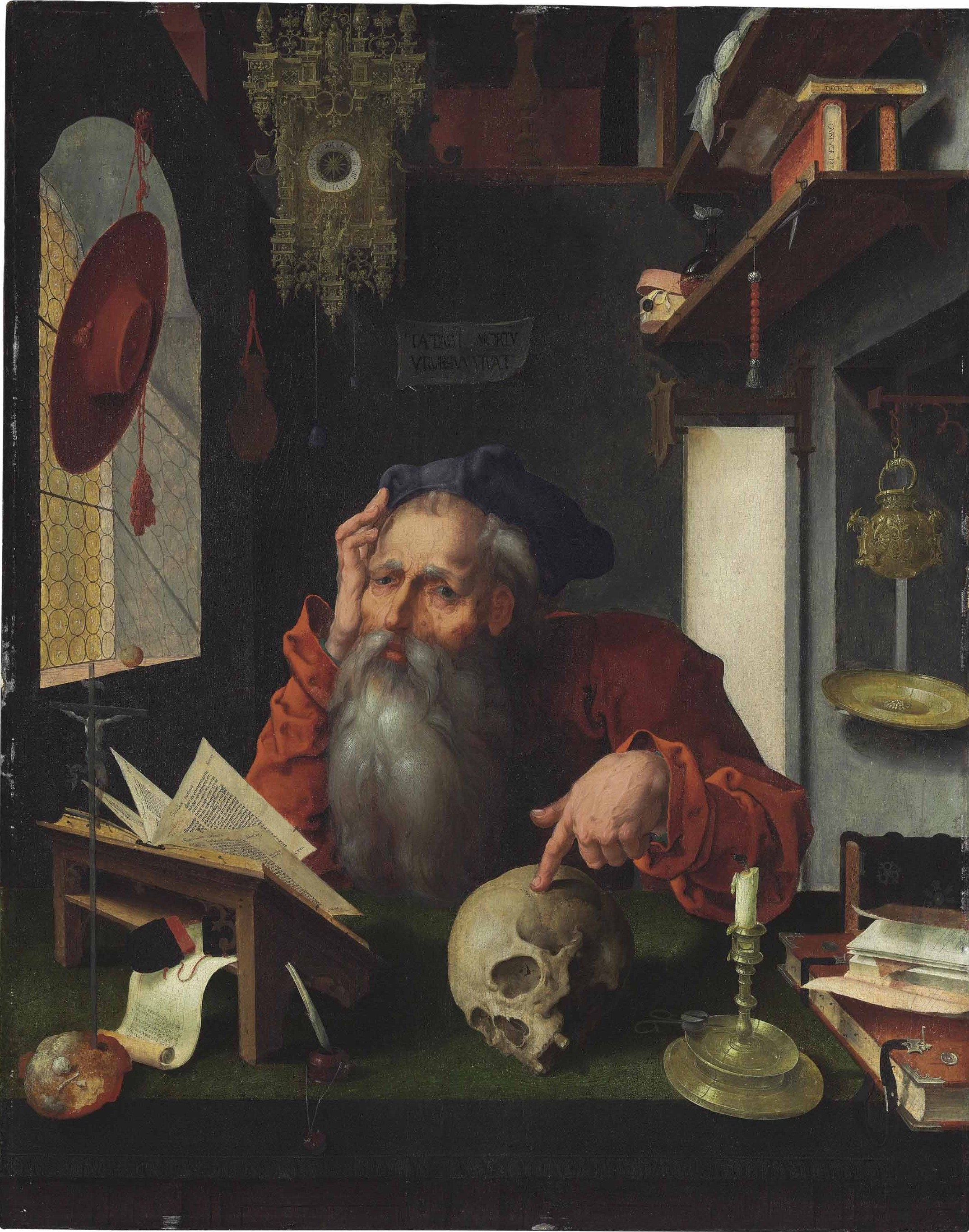
Святой Иероним в своей келье. Ок. 1530. Частное собрание
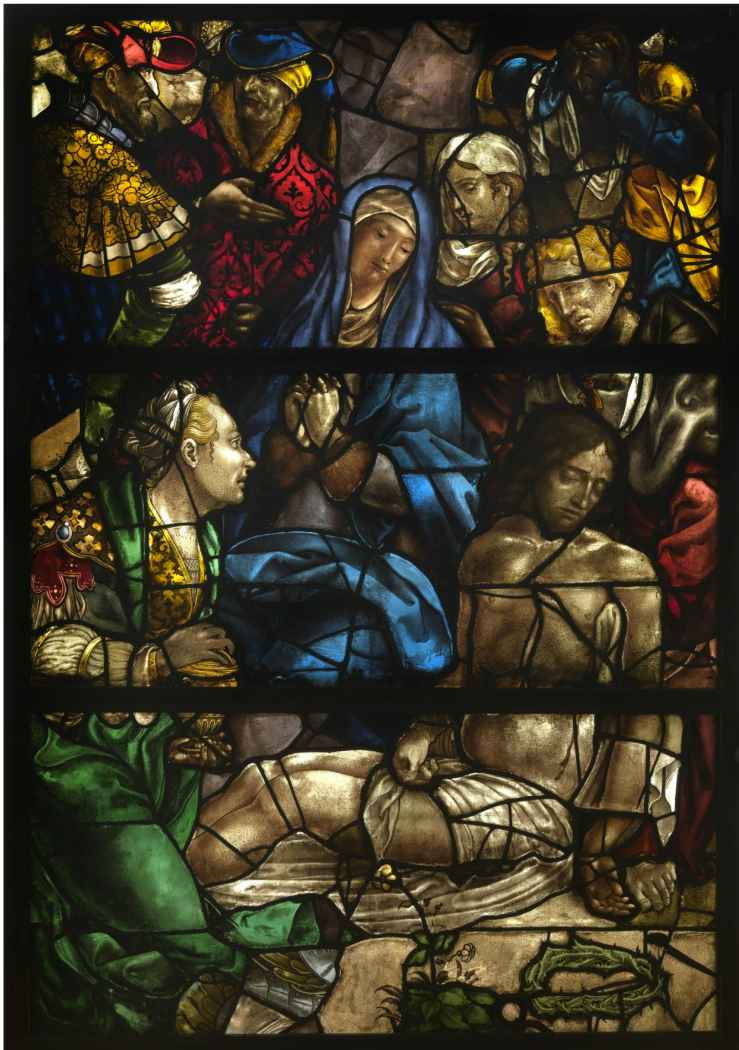
Пьета. Витраж по картону П. Кука ван Альста. Между 1517 и 1550. Королевский музей изящных искусств, Антверпен
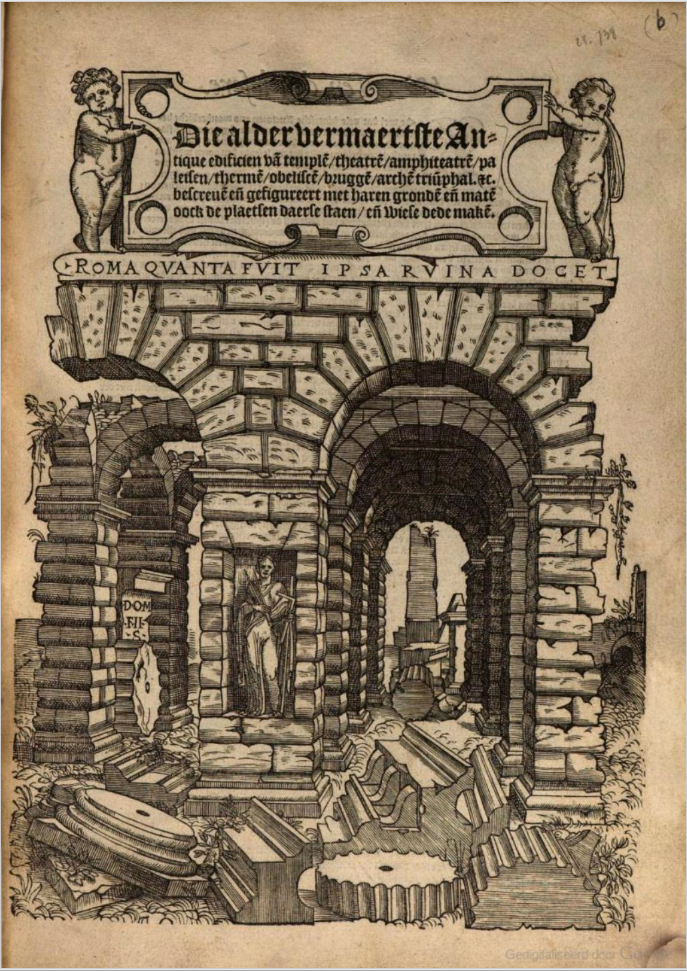
Титульный лист издания Пятой книги трактата С. Серлио «Об архитектуре». 1553
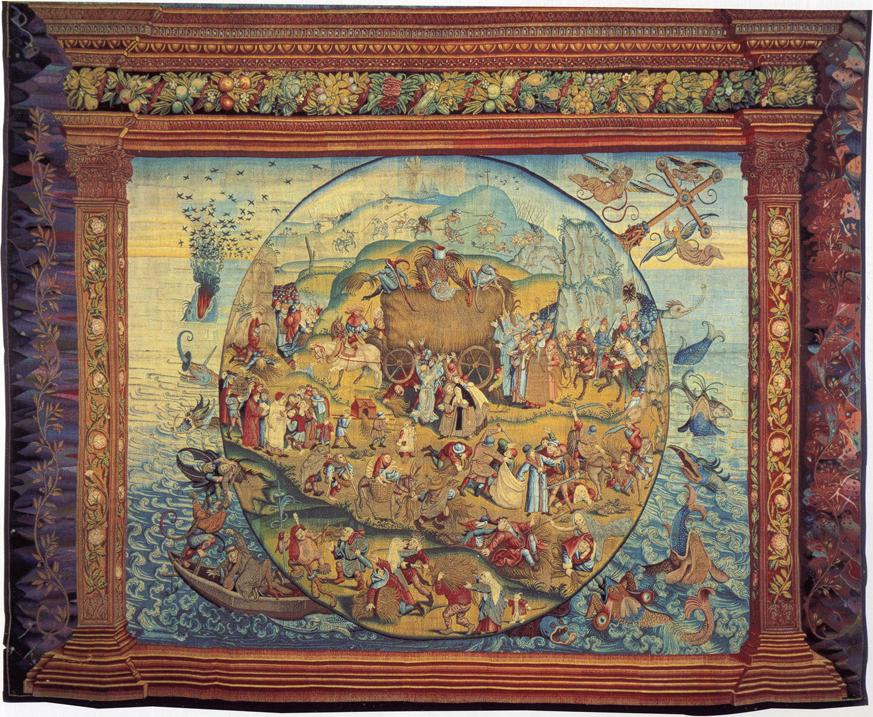
Аррас (тканый ковёр) по картине И. Босха «Воз сена». Между 1550 и 1570. Шёлк, шерсть, золотые и серебряные нити. Королевский дворец в Мадриде

## Основные произведения
- Тайная вечеря. 1528. Частное собрание
- Распятие. Ок. 1530. Национальный музей, Варшава
- Моление о чаше. Между 1527 и 1530. Государственный Эрмитаж, Санкт-Петербург
- Поклонение волхвов. Триптих. 1530-е. Частное собрание
- Святой Иероним в келье. Ок. 1530, Художественный музей Уолтерса, США
- Снятие с креста. Триптих. Ок. 1535. Музей «Церковь на чердаке», Амстердам
- Поклонение пастухов. 1540. Национальный музей, Варшава
- Поклонение волхвов. 1540. Берлин
- Путь на Голгофу. 1540. Берлин
- Поклонение волхвов. Триптих. Палаццо Бьянко, Генуя
- Поклонение волхвов. Триптих. Валь-д’Уаз, Франция
- Христос с учениками на пути в Эммаус. 1540-е. Частное собрание
- Поклонение волхвов. Триптих. Частное собрание
- Преображение. Снятие с креста
- Мадонна с Младенцем
- Пресвятая Троица. Прадо, Мадрид
- Поклонение Волхвов. 1550. Рейксмюсеум, Амстердам
- Святое семейство. Музей изобразительных искусств имени А. С. Пушкина, Москва
- Иосиф Аримафейский. Мария Магдалина. Боковые панели утраченного триптиха. Музей изобразительных искусств имени А. С. Пушкина, Москва